# GlobeStar Systems
A GlobeStar Systems Inc., é uma empresa que comercializa software no ramo da saúde com o objetivo de fornecer um mecanismo integral da interoperabilidade hospitalar. O seu produto principal, Connexall®, é uma plataforma de gestão de alarmes e notificação de eventos de nível empresarial.
Com sede em Toronto no Canadá, a GlobeStar Systems é uma subsidiária do Tel-e Group

## História
A GlobeStar Systems foi fundada por David Tavares em 1992. O nome GlobeStar surgiu a partir da intenção de a empresa ser global e dos equipamentos NorStar que a mesma comercializava nessa altura.
A GlobeStar Systems criou a aplicação de software GolfStar, que permitia aos campos de golfe automatizar o processo de marcação do Tee Off por telefone. Para além deste software, a GlobeStar Systems também desenvolvia o ACD-Star, uma aplicação que transferia as chamadas para um pequeno ambiente de call center.
Em 1999, a GlobeStar Systems mudou-se do seu escritório em Calgary para Toronto em 7 Kodiak Crescent, Suite 100 Toronto, Ontario M3J 3E5. 
O nome Connexall®,  teve origem no seu objetivo de interligar, conectar todos os sistemas entre si. A forma como Connexall®,  é pronunciado em inglês é muito semelhante à expressão "ligar tudo" ("connects all").
Em 1999, o Connexall®,  surge com o propósito de satisfazer as necessidades dos seus clientes no que diz respeito à integração de uma vasta gama de recursos com qualquer tipo de sistema de comunicação, permitindo assim ao utilizador aceder aos dados em tempo real e em qualquer lugar, seja no local de trabalho ou fora do país. Originalmente, o Connexal®, l foi comercializado através de diversos revendedores no Canadá e no mundo, mediante uma licença OEM (Original Equipment Manufacturer). 

## Produtos e serviços
Em 2002, a GlobeStar Systems começou a vender a plataforma de software que conhecemos hoje como Connexall®, . O nome Connexall®,  deriva da sua finalidade última de conectar todos os sistemas, assumindo-se como fornecedor neutro e agnóstico em relação a dispositivos.
As capacidades do Connexall®,  atuam como um sistema nervoso central do fluxo de trabalho clínico, comunicando a informação adequada à pessoa certa, no momento certo, no dispositivo certo. Tendo por base mais de 20 anos de esforços de I&D, o dispositivo médico de Classe II na FDA 510 (k) conecta-se a uma ampla gama de sistemas de IT/ instalações e dispositivos de comunicação. A sua equipa providencia 24 horas de suporte técnico aos seus clientes em todo o mundo.

## Assuntos Corporativos
Com escritórios no Canadá, Estados Unidos, Portugal, América Latina e China, a GlobeStar Systems trabalha com mais de mil hospitais e sistemas de saúde inovadores, internacionalmente reconhecidos, promovendo uma melhor forma de trabalhar para o fluxo contínuo do processo e cuidados do paciente.